# Paul Spiecker
Paul Spiecker (ur. 29 marca 1905, zm. 23 maja 1950) – zbrodniarz nazistowski, esesman, członek załogi niemieckiego obozu koncentracyjnego Flossenbürg.
Członek załogi obozu Flossenbürg od 1940 do 1944. Miał na sumienia liczne morderstwa więźniów (w tym Żydów) popełnione podczas służby wartowniczej. Maltretował również więźniów na inne sposoby. 27 lutego 1948 wschodnioniemiecki sąd w Magdeburgu skazał Spieckera za wyżej wymienione zbrodnie na karę śmierci. Po serii apelacji i rozpraw rewizyjnych wyrok zatwierdził 5 maja 1950 sąd wyższej instancji z siedzibą w Halle. Paul Spiecker został stracony 23 maja 1950.